# Planetella lironis
Planetella lironis är en svampart som beskrevs av Savile 1951. Planetella lironis ingår i släktet Planetella och familjen Anthracoideaceae.   Inga underarter finns listade i Catalogue of Life.